# Meng'er Zhang

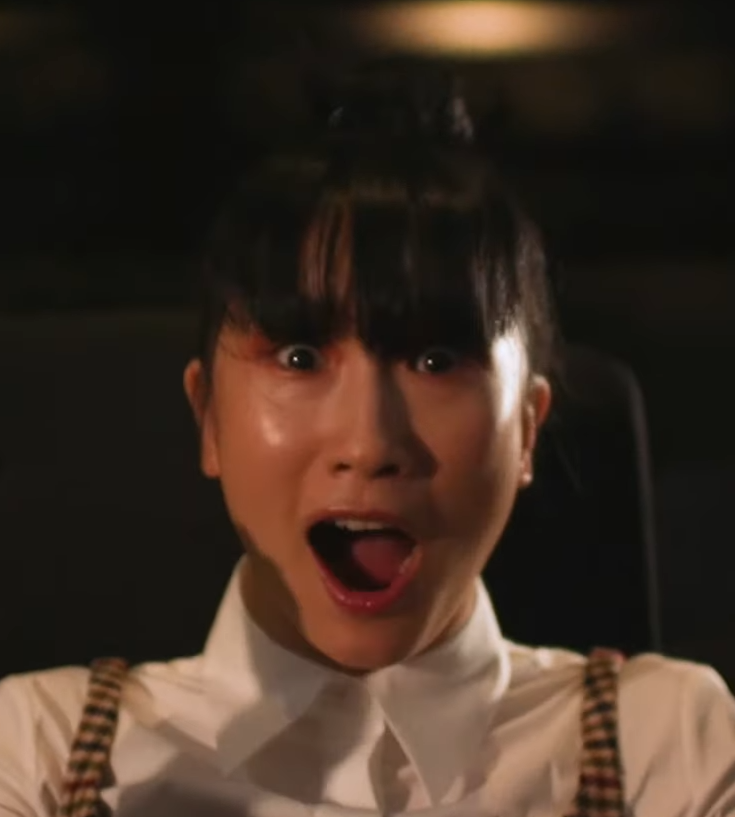
Meng'er Zhang (2021)

Meng'er Zhang (張夢兒T, 张梦儿S; Nanchino, 22 aprile 1987) è un'attrice cinese, nota per aver interpretato Xu Xialing in Shang-Chi e la leggenda dei Dieci Anelli, film del Marvel Cinematic Universe.

## Biografia

### Infanzia e istruzione
Zhang è figlia di un attore e di una scenografa. È cresciuta dedicandosi alle arti teatrali per seguire le orme della madre. Prima di diventare un'attrice professionista ha recitato in produzioni teatrali e musicali a Nanchino, dove è nata e cresciuta, e a Shanghai. Nel 2009 si è laureata alla Nanjing University of the Arts. Ha frequentato la East 15 Acting School nell'Essex e l'Università russa di arti teatrali a Mosca.

### Carriera
Nel 2009 Zhang ha partecipato al concorso canoro cinese Super Girl TV ed è stata tra le prime venti partecipanti a livello nazionale, prima di ritirarsi in quanto i suoi genitori avevano organizzato per lei studi all'estero. In seguito ha recitato in numerose produzioni teatrali. Nel 2013, in un adattamento teatrale cinese intitolato Xúnzhǎo chūliàn (寻找初恋) del musical coreano Kim Jong-wook chatgi, Zhang ha interpretato la protagonista femminile Luo Yan. Nel 2017 ha recitato nell'adattamento musicale cinese di Yoake no machi de (黎明之街), dove ha interpretato Nakanishi Akiba, e in Oliver Twist, dove ha interpretato Artful Dodger. Nel 2019 ha recitato in Mǎbùtíngtí de yōushāng (马不停蹄的忧伤) per il quale è stata nominata come Miglior Attrice Protagonista al 13° Daegu International Musical Festival.
Prima di essere scelta per Shang-Chi ha inviato un video per un provino per un ruolo sconosciuto in un film sconosciuto per donne che sapessero parlare sia cinese mandarino che inglese. Durante la produzione ha ricevuto consigli da Ben Kingsley sulle differenze tra la recitazione teatrale e quella cinematografica. Il regista di Shang-Chi, Destin Daniel Cretton, l'ha anche aiutata a recitare per il cinema, dato che aveva poca esperienza con l'inquadrature della telecamera. Il suo casting è stato rivelato al Disney Investor Day nel dicembre 2020.

### Vita privata
Il 10 maggio 2021 Zhang ha sposato Yung Lee, un action designer di Shang-Chi, che ha incontrato sul set del film.

## Filmografia

### Cinema
- Shang-Chi e la leggenda dei Dieci Anelli (Shang-Chi and the Legend of Ten Rings), regia di Destin Daniel Cretton (2021)

### Televisione
- The Witcher – serie TV, 2 episodi (2023)

## Teatro
- Kim Jong-wook chatgi (2013)
- Lo straordinario viaggio di Edward Tulan (2014)
- La luna e sei soldi (2016)
- Yoake no machi de (2017)
- Oliver Twist (2017)
- In The Mood For Sorrow (2019)

## Doppiatrici italiane
Nelle versioni in italiano delle opere in cui ha recitato, Meng'er Zhang è stata doppiata da:
- Gaia Bolognesi[15] in Shang-Chi e la leggenda dei Dieci Anelli[16]
- Ughetta d'Onorascenzo[17] in The Witcher[18]